# Janez Strehovec
Janez Strehovec * 20. september 1950, Ljubljana, slovenski pesnik, filozof, izr. profesor za teorijo novih medijev ter raziskovalec novih medijev in elektronske literature
Strehovec je leta 1975 diplomiral iz filozofije in primerjalne književnosti na Filozofski fakulteti v Ljubljani in tu 1989 doktoriral iz estetike. Med drugim je bil v obdobju 1982 do 1992 novinar in urednik v kulturni redakciji Dela, potem svetnik in znanstveni raziskovalec v Znanstvenem in publicističnem središču v Ljubljani (1993 do 1996), potem pa zasebni raziskovalec in raziskovalec pri evropskem projektu s področja elektronske literature ELMCIP. Trenutno je direktor nevladnega Inštituta za nove medije in elektronsko literaturo. Ukvarja se s teorijo novomedijske umetnosti in z raziskavami povezav med umetnostjo, znanostjo, novimi mediji in tehnologijami, politiko in omreženo ekonomijo.V zadnjem obdobju se ukvarja tudi s teorijo digitalne besedilnosti in elektronske literature, o čemer redno objavlja v tujih znanstvenih revijah in zbornikih ter predava na mednarodnih simpozijih (od Evrope in ZDA do Mehike, Avstralije in Singapurja) in v okviru EU programa Erazem. S področja elektronske literature je napisal tudi knjigoText as Ride, ki mu je 2016 izšla v ZDA v Computing Literature knjižni zbirki pri založbi WVU Press. Tudi svojo najnovejšo knjigo s področja umetnostne teorije je objavil v ZDA, in sicer Contemporary Art Impacts on Scientific, Social, and Cultural Paradigms: Emerging Research and Opportunities (Hershey, PA: IGI Global, 2020). Njegovi znanstveni teksti v angleščini so prevedeni v različne jezike, poleg velikih tudi v finski, hrvaški, madžarski, češki, slovaški in poljski jezik.
Janez Strehovec kot pesnik predstavlja tako imenovano predmetno-pojmovno, stvarno-nestvarno poezijo, ki jo oplaja še z nadrealističnimi podobami. Na eni strani kaže svoja čustva in sodobno realnost, na drugi pa spaja nenavadne besedne zveze z banalnostjo.

## Pesniške zbirke
- Pekel in Pesem o meni (1973)
- Orfej in Narcis (Založništvo tržaškega tiska, Koper 1975)
- Okrogli kvadrat (DZS, Ljubljana 1975)

## Znanstvene monografije in knjige esejev
- Oblika kot problem (Cankarjeva založba, Ljubljana 1985)
- Virtualni svetovi (COBISS)
- Besedila z napakami (COBISS)
- Demonsko estetsko (2005)
- Tehnokultura, kultura tehna (1998)
- Umetnost interneta (2003)
- Besedilo in novi mediji (2007)
- Text as Ride. Electronic Literature and New Media Art (2016)
- Contemporary Art Impacts on Scientific, Social, and Cultural Paradigms: Emerging Research and Opportunities (Hershey, PA: IGI Global, 2020)